# Madan (Smolyan)
Pour les articles homonymes, voir Madan.

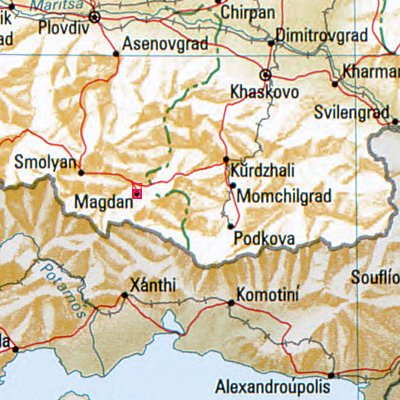
Situation de Madan en Bulgarie

Madan ([mɐˈdan], en bulgare Мадан) est une ville de Bulgarie méridionale située dans l'oblast de Smoljan, près de la ville de Rudozem. Elle est le centre administratif de l'obština de Madan.
Madan est situé dans les Rhodopes, à 30 km au sud-est de Smoljan, à 120 km au sud de Plovdiv.

## Obština de Madan
L'obština de Madan compte environ 15 500 habitants, pour une surface de 175 km². Elle est située dans les Rhodopes occidentales. Les obštini voisins sont Rudozem, Zlatograd, Nedelino, Ardino, Banite et Smoljan. Son territoire est essentiellement de relief collinaire, d'une altitude moyenne de 700 m environ.

## Histoire
Madan est un ancien centre minier : l'extraction de minerai de plomb commença dans la région aux IVe – Ve siècle av. J.-C., à l'époque de la tribu thrace des Koilaleti. Dans des puits de mine, on a trouvé des instruments datant du Moyen Âge.
Aujourd'hui, la majorité de la population de Madan est de tradition musulmane. La ville possède trois mosquées et une église orthodoxe, Sveti Georgi Pobedonosec (Свети Георги Победоносец, Saint-Georges « vainqueur » ou Saint-Georges de Lydda).

## Économie
Jusqu'aux années 1980, l'extraction minière a constitué la principale activité économique. Les réformes structurelles économiques de l'année 1999 conduisirent à la liquidation de l'entreprise d'État Gorubso-Madan (en bulgare Горубсо-Мадан). 80 % de l'entreprise ont été repris par le consortium russo-turc Rhodop-Investment.
L'entreprise Minstroj-Rhodop S.A. (en bulgare Минстрой-Родопи АД) est d'une importance capitale pour l'économie de la région : outre l'extraction minière, elle est présente dans les travaux publics (en particulier dans la construction de pipelines), dans l'industrie manufacturière ainsi que dans différentes activités commerciales et industrielles. L'industrie de la confection se développe également ces dernières années.

## Musées
En 1984, un musée des cristaux de roche des Rhodopes a été ouvert à Madan, qui propose une collection de 581 échantillons de roches trouvées dans la région. En outre, la ville possède un musée de la mine.

## Fêtes
La fête de la ville et le jour du mineur sont fêtés le dernier dimanche du mois d'août.